# Hickory (Carolina del Norte)
Hickory es una ciudad ubicada en el condado de Catawba en el estado estadounidense de Carolina del Norte. La localidad en el año 2000, tenía una población de 37 222 habitantes en una superficie de 72.7 km², con una densidad poblacional de 512 personas por km². Se encuentra a la orilla derecha del río Catawba.

## Geografía

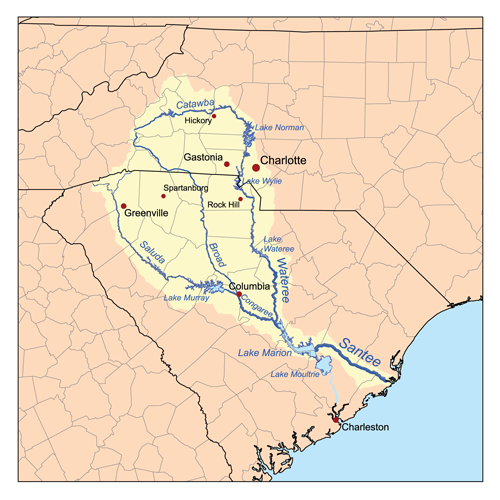
Ubicación de Hickory en un mapa de la cuenca del rio Santee

Hickory se encuentra ubicada en las coordenadas 35°44′16″N 81°19′42″O / 35.73778, -81.32833. Según la Oficina del Censo, la localidad tiene un área total de 72,7 km² (28,1 mi²), de la cual 72,7 km² (28,1 mi²) es tierra y 0 km² (0 mi²) (0.0%) es agua.

### Localidades adyacentes
El siguiente diagrama muestra a las localidades en un radio de 8 kilómetros (5 mi) de Hickory.

## Demografía
En el 2000 la renta per cápita promedia del hogar era de $37 236, y el ingreso promedio para una familia era de $47 522. El ingreso per cápita para la localidad era de $23 263. En 2000 los hombres tenían un ingreso per cápita de $31 486 contra $23 666 para las mujeres. Alrededor del 11.30 % de la población estaba bajo el umbral de pobreza nacional.